# 追跡!金運王国
『追跡!金運王国』（ついせき きんうんおうこく）は、1998年1月17日から同年3月14日までテレビ朝日系列（一部を除く）の土曜19:00 - 20:00（JST）に放送された情報バラエティ番組である。

## 概要
毎回、1つのテーマで、様々な人物の「お金」にまつわる事柄を紹介する番組として放送された。未来予報の如月まどかによる世界を変える金運など。前番組『クイズ!渡る世間は金ばかり?!』が低人気のために打ち切られたため、改編期までのつなぎ番組として製作された。引き続き「お金」をテーマとしていたが、前番組のクイズ番組的な要素を全て廃した番組構成となった。

## 司会
- 堺正章
- 今田耕司

2名とも『渡る世間は金ばかり』から続投。また、同じく『渡る世間は金ばかり』で司会を務めた東野幸治はパネラーとして出演した。

## サブタイトル
1. 一攫千金!億万長者への道
2. 温泉旅館のスーパー立役者たち
3. ドケチ男のア然生活
4. イヌ!ネコ!珍獣!仰天ペット大特集
5. 噂の超人気ラーメン店の秘密
6. どん底から波乱万丈の逆転人生
7. 超天才ちびっこ華麗な技
8. 謎またナゾの恐怖の世界

## スタッフ
- 構成 : 安達元一、石黒精司、山谷隆
- 技術 : 平野友章
- 美術 : 高原篤
- 編集・MA : TDKコア（現：クリエイティヴ・コア）
- 音効 : 第一音響
- ナレーション : 青山穣
- チーフディレクター : 斉藤敏豪
- プロデューサー : 松本ひとし、岩立良作、徳江長政
- チーフプロデューサー : 岡田亮
- 技術協力 : テイクシステムズ、パコス
- 美術協力 : テレビ朝日クリエイト
- 制作協力 : ウイッシュカンパニー
- 制作著作 : テレビ朝日

## ネット局
| 放送対象地域  | 放送局           | 系列           | ネット形態 |
| ------------- | ---------------- | -------------- | ---------- |
| 関東広域圏    | テレビ朝日       | テレビ朝日系列 | 制作局     |
| 北海道        | 北海道テレビ     | テレビ朝日系列 | 同時ネット |
| 青森県        | 青森朝日放送     | テレビ朝日系列 | 同時ネット |
| 岩手県        | 岩手朝日テレビ   | テレビ朝日系列 | 同時ネット |
| 宮城県        | 東日本放送       | テレビ朝日系列 | 同時ネット |
| 秋田県        | 秋田朝日放送     | テレビ朝日系列 | 同時ネット |
| 山形県        | 山形テレビ       | テレビ朝日系列 | 同時ネット |
| 福島県        | 福島放送         | テレビ朝日系列 | 同時ネット |
| 新潟県        | 新潟テレビ21     | テレビ朝日系列 | 同時ネット |
| 長野県        | 長野朝日放送     | テレビ朝日系列 | 同時ネット |
| 静岡県        | 静岡朝日テレビ   | テレビ朝日系列 | 同時ネット |
| 石川県        | 北陸朝日放送     | テレビ朝日系列 | 同時ネット |
| 中京広域圏    | 名古屋テレビ     | テレビ朝日系列 | 同時ネット |
| 近畿広域圏    | 朝日放送         | テレビ朝日系列 | 先行放送   |
| 広島県        | 広島ホームテレビ | テレビ朝日系列 | 同時ネット |
| 山口県        | 山口朝日放送     | テレビ朝日系列 | 同時ネット |
| 香川県 岡山県 | 瀬戸内海放送     | テレビ朝日系列 | 同時ネット |
| 愛媛県        | 愛媛朝日テレビ   | テレビ朝日系列 | 同時ネット |
| 福岡県        | 九州朝日放送     | テレビ朝日系列 | 同時ネット |
| 長崎県        | 長崎文化放送     | テレビ朝日系列 | 同時ネット |
| 熊本県        | 熊本朝日放送     | テレビ朝日系列 | 同時ネット |
| 大分県        | 大分朝日放送     | テレビ朝日系列 | 同時ネット |
| 鹿児島県      | 鹿児島放送       | テレビ朝日系列 | 同時ネット |
| 沖縄県        | 琉球朝日放送     | テレビ朝日系列 | 同時ネット |

## 休止
1998年2月7日は、「長野オリンピック」の開会式を中継（18:00 - 19:56）した為番組休止となった。

## 参考資料
朝日新聞・縮刷版